# Isaak (aartsvader)

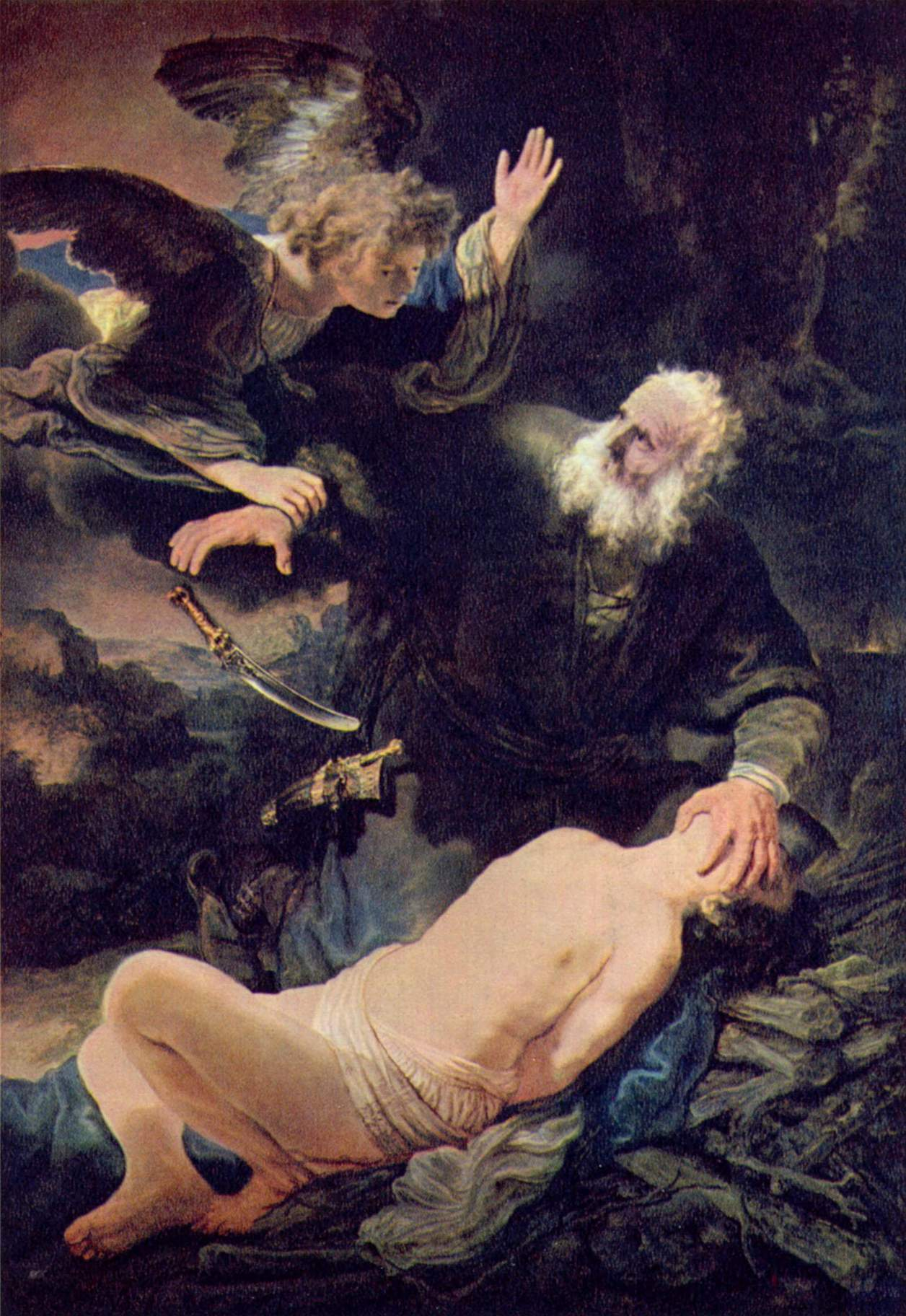
Een engel weerhoudt Abraham ervan zijn zoon Isaak te doden; schilderij van Rembrandt (1635)

Isaak, ook wel gespeld als Izaäk, Izak of Jitschak (Hebreeuws: יִצְחָק of יִשְׂחָק, Jitschak), was volgens de Hebreeuwse Bijbel de tweede aartsvader en de enige zoon die Abraham bij zijn vrouw Sara kreeg. Hij was de vader van Jakob en Esau (Genesis 21:26). Hij zou op de berg Moria (Tempelberg) door zijn vader geofferd worden in opdracht van God, maar werd door de tussenkomst van een engel gered. Hij wordt in Genesis als een nomadenvorst voorgesteld.
Isaak werd van de aartsvaders het oudst en was de enige aartsvader wiens naam niet gewijzigd werd. Hij was tevens de enige van de aartsvaders die Kanaän nooit heeft verlaten, alhoewel hij dit eenmaal probeerde, maar door God werd teruggeroepen. Vergeleken met andere aartsvaders is de levensloop van Isaak minder kleurrijk - er worden weinig details over zijn leven vermeld. In alle verhalen waarin hij een rol speelt, staat hij niet alleen in de schaduw van zijn vader en zonen, maar ook van zijn buitengewoon sterk afgeschilderde vrouw Rebekka, met wie hij, anders dan de andere aartsvaders, monogaam samenleefde.

## Etymologie
De naam Isaak is afgeleid van de wortel צחק, śḥq / שׂחק, ṣḥq "lachen". Het is een oude verwijsnaam met een prefix-conjugatie die een functie heeft om de verleden tijd aan te duiden, waarbij het onderwerp met "El" aangevuld moest worden. De naam betekent dus "El heeft gelachen / grappen gemaakt" of, als de wortel causatief wordt geïnterpreteerd: "El heeft (iemand) aan het lachen gemaakt". Beide betekenissen hebben hun basis in de Hebreeuwse Bijbel: de causatieve in Genesis 21:6, de andere in oudere passages als Genesis 17:17 en 18:12, 13. Verdere toespelingen op de etymologie kunnen worden gevonden in Genesis 21:9 en 26:8.

## Levensloop

### Kindertijd
Isaak behoort tot de weinige Bijbelse personen van wie iets wordt gezegd over zijn kindertijd, beginnend bij de aankondiging van zijn geboorte. Toen God aan Abraham en Sara de geboorte van Isaak aankondigde, lachte Sara daar heimelijk om. Ze was namelijk ver over de vruchtbare leeftijd, en de voorspelling leek dan ook onmogelijk (Genesis 18:9-15). Toen het kind echter geboren was, sprak ze: "God deed me lachen, opdat iedereen die het hoort met mij zou lachen" (Genesis 21:6).
Abraham besneed zijn zoon Isaak toen deze acht dagen oud was. Toen Isaak werd gespeend, gaf Abraham een groot feest (Genesis 21:3,4,8). Toen Sara zag dat Ismaël, het kind dat Abraham eerder bij haar slavin Hagar had verwekt, spottend om Isaak lachte, drong zij er bij haar echtgenoot op aan Ismaël en zijn moeder te verbannen, zodat Isaak de enige erfgenaam van Abraham zou worden. Abraham twijfelde, doch God droeg hem op de wens van zijn vrouw in te willigen (Genesis 21:9-13).

### Gods opdracht Isaak te offeren
Op enig moment stelde God Abraham op de proef en droeg hem op Isaak te offeren. Abraham nam Isaak mee naar de streek waar ook Moria (Tempelberg) ligt. Daar bouwde Abraham een altaar en schikte er hout op, hierna bond hij zijn zoon Isaak vast en legde hem op het altaar, op het hout. Toen pakte Abraham zijn mes om zijn zoon te doden. Op dat moment riep een engel hem niet door te gaan, want God wist genoeg en wist dat Abraham hem zelfs zijn enige zoon niet zou onthouden (Genesis 22:16). In plaats daarvan offerde Abraham een ram die met zijn horens verstrikt was geraakt in dichtbijgelegen struikgewas.

### Huwelijk
Toen Isaak 40 jaar was (Genesis 25:20), zond Abraham Eliëzer naar Paddan-Aram om voor zijn zoon een vrouw te zoeken. Uiteindelijk werd een geschikte kandidate, Rebekka, gevonden en zij trouwde met Isaak (Genesis 24). Zij bleek echter geen kinderen te kunnen krijgen. Isaak bad tot God om haar vruchtbaar te maken, hetgeen verhoord werd. Rebekka schonk vervolgens het leven aan een tweeling: Esau en Jakob. Isaak trok meer naar Esau, Rebekka meer naar Jakob (Genesis 25:21-28).
Enkele jaren later dwong een hongersnood Isaak naar Gerar te verhuizen, waar Abimelech koning was. Hij refereerde aan Rebekka als zijn zus, net zoals Abraham onder gelijkaardige omstandigheden had gedaan, door zijn vrouw Sara voor zijn zus door te laten gaan. Toen Abimelech hierachter kwam, berispte hij Isaak wegens bedrog (Genesis 26).
Toen Isaak heel rijk werd en zijn kudde zich vermenigvuldigde, werden de Filistijnen van Gerar zo jaloers dat ze alle waterputten die door Isaaks bedienden waren uitgegraven, weer opvulden. Gehoor gevend aan Abimelechs wens, vertrok Isaak en zette zijn tent opnieuw op in de vallei van Gerar, waar hij nieuwe waterputten groef, maar opnieuw werd hij voor moeilijkheden gesteld. Na een tijd keerde hij terug naar Beër Sjeva, waar hij zijn woonstede opknapte. Hier verscheen de Heer voor hem, en Hij vernieuwde de belofte aan Isaak hem te zegenen. Ook bezocht Abimelech hem om een alliantie te vormen.

### Hoge leeftijd
Op een al zeer respectabele leeftijd werd Isaak volledig blind. Hij riep Esau, zijn oudste zoon, en vroeg hem op jacht te gaan en een hert te schieten, zodat hij daarvan kon eten, waarna hij Esau wilde zegenen. Maar terwijl Esau op jacht was, gebruikte Jakob, met medewerking van zijn moeder, Rebekka, een list, door zich voor te doen als Esau, zonder dat zijn blinde vader het doorhad. Hierdoor gaf Isaak aan Jakob de zegen, en maakte hem zo tot belangrijkste erfgenaam, terwijl Esau het nakijken had (Genesis 27).
Isaak stierf, 180 jaar oud, te Mamre bij Kirjat-Arba, nu Hebron, waar ook zijn vader en moeder waren gestorven. Hij werd door zijn beide zoons, die zich inmiddels met elkaar hadden verzoend, begraven (Genesis 35:27-29).

## Hebreeuwse Bijbel
Isaak wordt meer dan 70 maal vermeld in Genesis, maar dit buiten beschouwing gelaten verschijnt hij slechts 33 maal op andere plaatsen in de Bijbel. De frase "Abraham, Isaak en Jakob" wordt 23 maal in de Bijbel gebruikt. Het verhaal van Isaak wordt vermeld in de hoofdstukken 17-28 in het boek Genesis. Historici en academici op gebied van linguïstiek en bronkritiek geloven dat de verhalen over Isaak grotendeels van de hand van de Jahwist zijn (zie ook documentaire hypothese). Men gelooft echter dat het begin, van Genesis 17:15-27, en het einde, van Genesis 27:46 tot Genesis 28:9, tot de Priestercodex behoren, terwijl Genesis 21:1-7 en Genesis 22:1-19 worden beschouwd als van de hand van de Elohist.

## Joodse tradities
In joodse tradities wordt de ouderdom van Isaak op het moment van het offeren verondersteld 37 jaar te zijn, hetgeen contrasteert met in het christendom gangbare afbeeldingen van Isaak als kind. De rabbijnen dachten ook dat de reden van Sara's dood het nieuws was van het beoogde offer van Isaak. Het offeren van Isaak werd geciteerd in smeekbeden voor Gods genade in latere joodse tradities. De na-Bijbelse joodse interpretaties weiden vaak uit over Isaaks rol, de Bijbelse beschrijvingen overstijgend en focussen sterk op Abrahams beoogde offer van zijn zoon, de aqedah genoemd. Volgens een van deze interpretaties liet Isaak het leven tijdens het offer en werd weer tot leven gewekt. Volgens vele verklaringen van de haggada was het Satan die Isaak testte en niet God zoals in de Bijbel staat. Isaaks welwillendheid om Gods wil te volbrengen ten koste van zijn leven, was een model voor vele joden die het martelaarschap prefereerden boven het overtreden van de joodse wet.
Volgens de joodse traditie, gebaseerd op Genesis 24:63, voerde Isaak het namiddaggebed in.
Isaak was de enige aartsvader die gedurende zijn hele leven in Kanaän bleef, en hoewel hij tijdens een hongersnood naar Egypte scheen te willen, werd hem door God verteld dit niet te doen (Genesis 26:2). Joodse tradities verklaren dit omwille van het feit dat Isaak bijna werd geofferd, en alles gewijd als offer mag het Land van Israël niet verlaten.
Joodse literatuur verbond ook Isaaks blindheid (op latere leeftijd) met het offer: zijn ogen werden blind omwille van het feit dat de tranen van de engel, die tijdens zijn offer aanwezig was, op zijn ogen vielen.

## Het Nieuwe Testament
Het Nieuwe Testament bevat weinig verwijzingen naar Isaak. Er zijn verwijzingen naar de offering van Isaak (zoals Johannes 3:16 en Romeinen 8:32) en het zegenen van zijn zonen. De passage in Genesis 22 is, in combinatie met Jesaja 42 en mogelijk Psalm 2, de belangrijkste bron in de Thora voor het concept op basis waarvan Jezus als "Gods zoon" werd aangeduid (zoals Marcus 1:11 en 9:7).
Paulus contrasteerde Isaak, die het christendom symboliseert, met de oudere, uitgestoten zoon Ismaël, die slavernij symboliseert (zie Galaten 4:21-30).
In de vroeg-christelijke Kerk was Abrahams gehoorzaamheid aan God om Isaak te offeren, een voorbeeld van geloof en gehoorzaamheid. Terwijl de Hebreeën de verlossing van Isaak van het offer analoog stelde aan de opstanding van Jezus, dateert het idee dat het offer van Isaak wordt beschouwd als voorloper van het offer van Jezus aan het kruis, reeds van het einde van 1e eeuw. Het verscheen voor het eerst in het apocriefe brief van Barnabas.

## Stamboom
|      |      |      |      |      |      |       |       |       |       |       |       |         |         |         |         |         |         |         |         | Terach  |         |         |         |        |        |       |       |        |        |        |        |        |        |
|      |      |      |      |      |      |       |       |       |       |       |       |         |         |         |         |         |         |         |         |         |         |         |         |        |        |       |       |        |        |        |        |        |        |
|      |      |      |      |      |      |       |       |       |       |       |       |         |         |         |         |         |         |         |         |         |         |         |         |        |        |       |       |        |        |        |        |        |        |
| Sara | Sara | Sara | Sara | Sara | Sara |       |       |       |       |       |       | Abraham | Abraham | Abraham | Abraham | Abraham | Abraham |         |         | Nachor  | Nachor  | Nachor  | Nachor  | Nachor | Nachor |       |       | Haran  | Haran  | Haran  | Haran  | Haran  | Haran  |
| Sara | Sara | Sara | Sara | Sara | Sara |       |       |       |       |       |       | Abraham | Abraham | Abraham | Abraham | Abraham | Abraham |         |         | Nachor  | Nachor  | Nachor  | Nachor  | Nachor | Nachor |       |       | Haran  | Haran  | Haran  | Haran  | Haran  | Haran  |
|      |      |      |      |      |      |       |       |       |       |       |       |         |         |         |         |         |         |         |         |         |         |         |         |        |        |       |       |        |        |        |        |        |        |
|      |      |      |      |      |      |       |       |       |       |       |       |         |         |         |         |         |         |         |         |         |         |         |         |        |        |       |       | Milka  |        |        |        |        |        |
|      |      |      |      |      |      |       |       |       |       |       |       |         |         |         |         |         |         |         |         |         |         |         |         |        |        |       |       |        |        |        |        |        |        |
|      |      |      |      |      |      |       |       |       |       |       |       |         |         |         |         |         |         |         |         |         |         |         |         |        |        |       |       |        |        |        |        |        |        |
|      |      |      |      |      |      |       |       |       |       |       |       |         |         |         |         |         |         |         |         |         |         |         |         | Betuël |        |       |       |        |        |        |        |        |        |
|      |      |      |      |      |      |       |       |       |       |       |       |         |         |         |         |         |         |         |         |         |         |         |         |        |        |       |       |        |        |        |        |        |        |
|      |      |      |      |      |      |       |       |       |       |       |       |         |         |         |         |         |         |         |         |         |         |         |         |        |        |       |       |        |        |        |        |        |        |
|      |      |      |      |      |      | Isaak | Isaak | Isaak | Isaak | Isaak | Isaak |         |         |         |         |         |         | Rebekka | Rebekka | Rebekka | Rebekka | Rebekka | Rebekka |        |        | Laban | Laban | Laban  | Laban  | Laban  | Laban  |        |        |
|      |      |      |      |      |      | Isaak | Isaak | Isaak | Isaak | Isaak | Isaak |         |         |         |         |         |         | Rebekka | Rebekka | Rebekka | Rebekka | Rebekka | Rebekka |        |        | Laban | Laban | Laban  | Laban  | Laban  | Laban  |        |        |
|      |      |      |      |      |      |       |       |       |       |       |       |         |         |         |         |         |         |         |         |         |         |         |         |        |        |       |       |        |        |        |        |        |        |
|      |      |      |      |      |      |       |       |       |       |       |       |         |         |         |         |         |         |         |         |         |         |         |         |        |        |       |       |        |        |        |        |        |        |
|      |      |      |      | Esau | Esau | Esau  | Esau  | Esau  | Esau  |       |       | Jakob   | Jakob   | Jakob   | Jakob   | Jakob   | Jakob   |         |         | Lea     | Lea     | Lea     | Lea     | Lea    | Lea    |       |       | Rachel | Rachel | Rachel | Rachel | Rachel | Rachel |
|      |      |      |      | Esau | Esau | Esau  | Esau  | Esau  | Esau  |       |       | Jakob   | Jakob   | Jakob   | Jakob   | Jakob   | Jakob   |         |         | Lea     | Lea     | Lea     | Lea     | Lea    | Lea    |       |       | Rachel | Rachel | Rachel | Rachel | Rachel | Rachel |

## Bijbelse chronologie
Volgens de Bijbelse chronologie spelen de verhalen over Isaak zich af in de periode tussen 2000 en 1750 v.Chr.